# 葛雷哥里·柯北
葛雷哥里．柯北（英文：Gregory Colbert，1960年4月19日～）生於加拿大的多倫多。電影導演兼攝影家，以創作結合攝影藝術和電影的展覽〈灰與雪〉（Ashes & Snow）而知名。〈灰與雪〉現在安置於遊牧美術館中。

## 事業
〈灰與雪〉
葛雷哥里．柯北的首度個展〈時間波浪〉於1992年在瑞士的愛麗榭美術館開幕，極受推崇。 接下來十年，柯北停止放映影片，也不再展出攝影作品，而卻周遊世界，到印度、緬甸、斯里蘭卡、埃及、多明尼加、伊索比亞、肯亞、東加、納米比亞和南極洲等地，去拍攝人類和動物互動的影片和相片。自1992年開始，一共完成了四十場這類的遠征。攝影過的動物包括︰大象、鯨魚、海牛、埃及聖鷺、赤頸鶴、金鷹、矛隼、犀嘴犀鳥、獵豹、非洲野狗、獰貓、美洲豹、狒狒、巨羚、貓鼬、長臂猿、紅毛猩猩和鹹水鱷魚。攝影過的人則包括緬甸和尚、入神舞者、桑族人，以及來自世界各地的原住民。
2002年，柯北在義大利的威尼斯展出創作〈灰與雪〉。2002年4月，《環球郵報》評：「柯北揭開〈灰與雪〉影像藝術展， 展地達12,600平方公尺，規模空前，號稱是歐洲史上數一數二的大型個展。」
2005年春，〈灰與雪〉轉移到紐約，在專為該展而搭建的短期場地遊牧美術館展出，然後連同美術館巡迴世界各大城市展出。2006年到加州的聖塔莫尼卡，2007年轉到東京，2008年到墨西哥城。截至目前，〈灰與雪〉已經吸引了一千萬餘人次的觀眾，從沒一位藝術家生前有過這樣人潮踴躍的個展。
〈灰與雪〉自展出以來不但獲得評家推崇，也受到大眾讚賞。《相片雜誌》宣稱：「一位新大師誕生了」。《經濟學人雜誌》和《華爾街日報》則分別以「傑出」和「獨特──從各方面而言都十分宏偉」來形容。《司坦恩雜誌》宣稱柯北的攝影作品「迷人」，《浮華世界》形容柯北是「絕好」。2002年，艾倫．萊定在《紐約時報》上這樣描述：「然而這些影像所以動人與其說是來自形式之美，不如說是來自那縈繞觀眾的情調……它們只是許多扇窗子，通往一個時間由寂靜和耐心主宰的世界。」
1983年，葛雷哥里‧柯北在巴黎攝製有關社會議題的記錄影片，從此開始了創作生涯。他的記錄片〈邊緣上－－愛滋病紀事〉（On the Brink-An AIDS Chronicle）在九個國家拍攝，1985年得到ACE（最佳有線電視節目獎）最佳記錄片獎提名。其他電影作品包括〈最後的話〉（Last Words）和〈尋找回家的路〉（Finding A Way Home）。由拍攝影片，他進而轉到了藝術攝影上。
葛雷哥里‧柯北曾多次得奬。2006年，榮獲露西獎（Lucie Award）「年度最佳策展人」。2007年，〈灰與雪〉得到威尼斯影展特別獎提名。最近，並榮獲墨西哥榮譽文化與觀光大使頭銜。
2009年，遊牧美術館的〈灰與雪〉將於巴西展出。計劃中並將在歐洲、中東和亞洲各處展出。

飛翔大象基金會
葛雷哥里．柯北成立. （原始内容存档于2012-02-23）.，以贊助藉藝術和科學來促進生態保護的個人。得到該基金會贊助的人士包括：查娜．布里斯基（Zana Briski）、馬克．安克納茲（Marc Ancrenaz）、艾德華．波亭斯克（Edward Burtynsky）、拉維．克里亞（Ravi Corea）、傑姆．達林（Jim Darling）、雷恩．道格拉斯－漢密爾頓（Iain Douglas-Hamilton）、大衛．亥克斯（David Hykes）、安迪．里克斯（Andy Lipkis）、莎朗．馬投拉（Sharon Matola）、艾倫·拉賓諾維茨（Alan Rabinowitz）、卡爾．沙芬納（Carl Safina）、傑姆斯．特雷爾（James Turrell），和謝德王（Siew Te Wong）。

## 葛雷哥里的話
「1992年我開始創作〈灰與雪〉時，是想從裡向外探索人類和動物的關係。通過找出所有動物間共有的語言和詩意感性，我試圖重建人類與動物和諧生活時一度存在的共通點。」
「從埃及人到馬雅人到美國印地安人到貝都因人，每一種文化都創造了動物寓言來表達他們和大自然的關係。〈灰與雪〉是個二十一世紀的動物寓言，裡面充滿了來自世界各地各種的動物。大自然的交響曲並非只有人類而已，還包括了大象、鯨魚、海牛、老鷹、獵豹、紅毛猩猩以及許多他種動物。」

## 外部連結
- Ashes and Snow.com
- www.imdb.com  （页面存档备份，存于）
- 飛翔大象基金會（Flying Elephants Foundation）

## 參看
1. ↑  .   [2020-09-18]. （原始内容存档于2012-05-29）.
2. ↑  . （原始内容存档于2008-06-18）.
3. ↑  .   [2008-09-28]. （原始内容存档于2012-02-23）.
4. ↑  .   [2008-09-28]. （原始内容存档于2012-02-23）.
5. ↑  .   [2008-09-28]. （原始内容存档于2008-10-12）.
6. ↑  . （原始内容存档于2007-08-22）.
7. ↑  .   [2008-09-28]. （原始内容存档于2012-02-23）.
8. ↑  . （原始内容存档于2012-02-23）.